# 楊增鈺
楊增鈺，四川省重慶府江津縣人，清朝政治人物、同進士出身。
光緒二十年（1894年），参加光緒甲午科殿試，登進士三甲63名。同年五月，以主事分部学习。